# 第三の位置
第三の位置（だいさんのいち、英語: Third Position、サードポジション）とは、対立している既存の2つの立場に対しての、3番目の立場。

## 概要
政治思想の分野では、通常は資本主義と共産主義の両方への反対を提唱する立場で、革命的な国家主義またはナショナリズム的な要素を持つものが多い。
第三の位置を主張した主要な例にはファシズム、ナチズム、民族ボルシェヴィズム、ネオ・ファシズムなどがある。また、類似の概念には第三の道がある。
第三の位置の提唱者の多くは、政治的スペクトル上の自分自身の位置を、政治的シンクレティズムではなく、「左右の超越(止揚)」としている。第三の位置は、生産手段の所有を、国民や民族の間に、可能な限り幅広く分配しようとする。

## 例

### ドイツ
ワイマール共和国期には、政権に対する保守革命側と極左の共闘から「第三の位置」運動が発生し、これが現在の「第三の位置」の原型となった。
ドイツ社会民主党から転向して「第三の位置」の指導者となったエルンスト・ニーキッシュは、極右と極左の共闘による直接行動で資本主義、帝国主義の打倒を主張し、これを民族ボルシェヴィズムと規定した。ワイマール期のドイツにおいてこの運動は後のナチス左派や、ドイツ共産党ハンブルク支部から分派したドイツ共産主義労働者党らの民族共産主義等に繋がり、クルト・フォン・シュライヒャーも一時期その動きを政権内に取り込む様画策するが失敗し、長いナイフの夜でシュライヒャー自身、保守革命家、ナショナル・ボルシェヴィスト、ナチス左派らが粛清され壊滅的な打撃を受ける。
今日では、この流れを受け継ぐQuerfront（クロスフロント、横断戦線）が、シオニズムやグローバリゼーションへの反対・平和運動で活動を続けている。

### イタリア
欧州議会議員で、ネオ・ファシズムの国際政党「ヨーロッパ国民戦線」で書記長を務めるロベルト・フィオレは、「第三の位置」論の主要な提唱者でもある。彼は複数の政治思想家と共に第三の位置を、ネオ・ファシズムの系譜の元で体系化・理論化しようと試みた。ネオ・ファシズムの大家であったユリウス・エヴォラを思想の背景ともしている他、コルネリウ・コドレアヌ、オズワルド・モズレーなど近代欧州の様々なファシストの発想を取り込んでいる。
人種主義、民族主義、国家主義などをスローガンに、フィオレによって複数の「第三の位置」の政党が設立されており、彼を欧州議会議員へと押し上げている。

### アルゼンチン
アルゼンチンのフアン・ペロン政権（1946-55）は第三の位置を具現化した国家の一つであった。ペロン政権はコーポラティズムと福祉国家の混合によって独自の国家体制を築き上げた。

### フランス
1985年、「第三の位置」論はフランスの政党「第三の道」（Troisième voie）によってある程度広められた。「第三の道」は共産主義、シオニズム、そしてアメリカ帝国主義を打倒すべき敵と考えて、反米・反ソを主張した。
「第三の道」は、フランス最大の極右政党「国民戦線」とは不仲だったが冷戦終結後から徐々に接近した。

### イギリス
フィオレは1980年代にイギリスへ逃れていたが、そこでイギリス国民戦線の活動家と邂逅。その流れは「政治的戦士運動」（Political Soldier）として結実し、ナショナリズムや排外主義を唱える一方で、土地の均等配分や社会信用制度の導入・ギルド社会主義（職人たちのギルドによる一種の自主管理）を主張する様になる。
その後、彼らは国民戦線を抜け「第三の道」（Third Way）を経て、現在では「第三の位置インターナショナル」（International Third Position）を活動の本拠としている。

### アメリカ合衆国
第三の位置は、白人至上主義を掲げる極右グループや黒人解放運動・更にはイスラム原理主義者によってアメリカに紹介されている。実際には左翼や進歩主義的運動からの転向者が運動の担い手となり、市民的自由の擁護や大きな政府への反対・海外派兵やイスラエル支援への反対を主張している。2010年にはアメリカ第三の位置党が結党された。